# Listă de filme franceze din 2001
Aceasta este o listă de filme franceze din 2001:
| 2001                               |                     |                                                                         |                |                                           |
| 15 Août                            | Patrick Alessandrin | Richard Berry, Charles Berling, Jean-Pierre Darroussin, Mélanie Thierry | Family comedy  |                                           |
| À ma sœur!                         | Catherine Breillat  | Roxane Mesquida                                                         | Drama          | 4 wins & 2 nominations                    |
| Absolument fabuleux                | Gabriel Aghion      | Josiane Balasko, Nathalie Baye, Claude Gensac                           | Comedy         |                                           |
| Adieu Babylone                     | Raphaël Frydman     | Isiled Le Besco, Emmanuel Faventines, Raphaël Frydman                   | Drama          |                                           |
| Aïe                                | Sophie Fillières    |                                                                         |                |                                           |
| Amazone                            | Philippe de Broca   |                                                                         |                |                                           |
| Antilles sur Seine                 | Pascal Légitimus    |                                                                         |                |                                           |
| Bandits d'amour                    | Pierre Le Bret      |                                                                         |                |                                           |
| Barnie et ses petites contrariétés | Bruno Chiche        |                                                                         |                |                                           |
| Bella Ciao                         | Stéphane Giusti     |                                                                         |                |                                           |
| Belphégor, le fantôme du Louvre    | Jean-Paul Salomé    |                                                                         |                |                                           |
| Bon Plan                           | Jérôme Lévy         |                                                                         |                |                                           |
| Boyhood Loves                      | Yves Caumon         |                                                                         |                | Screened at the 2001 Cannes Film Festival |
| Brotherhood of the Wolf            | Christophe Gans     | Samuel Le Bihan, Vincent Cassel, Monica Bellucci                        | Historic drama |                                           |
| Ça ira mieux demain                | Jeanne Labrune      |                                                                         |                |                                           |
| Carrément à l'Ouest                | Jacques Doillon     |                                                                         |                |                                           |
| Ceci est mon corps                 | Rodolphe Marconi    |                                                                         |                |                                           |
| Ceux D'en Face                     | Jean-Daniel Pollet  |                                                                         |                |                                           |
| Chaos                              | Coline Serreau      | Vincent Lindon, Catherine Frot                                          | Drama          |                                           |
| Change-moi Ma Vie                  | Liria Begeja        |                                                                         |                |                                           |
| Charmant Garçon                    | Patrick Chesnais    |                                                                         |                |                                           |
| Clément                            | Emmanuelle Bercot   |                                                                         |                | Screened at the 2001 Cannes Film Festival |
| The Closet                         | Francis Veber       | Daniel Auteuil, Gérard Depardieu                                        | Comedy         |                                           |
| Combat D'amour En Songe            | Raoul Ruiz          |                                                                         |                |                                           |
| Confession d'un dragueur           | Alain Soral         |                                                                         |                |                                           |
| Confort Moderne                    | Dominique Choisy    |                                                                         |                |                                           |

## D-Z
| Title                               | Director                         | Cast                              | Genre             | Notes                                                              |
| ----------------------------------- | -------------------------------- | --------------------------------- | ----------------- | ------------------------------------------------------------------ |
| De l'histoire ancienne              | Orso Miret                       |                                   |                   |                                                                    |
| Deuxième Vie                        | Patrick Braoudé                  |                                   |                   |                                                                    |
| Electroménager                      | Sylvain Monod                    |                                   |                   |                                                                    |
| Éloge de l'amour                    | Jean-Luc Godard                  |                                   | Drama             | Nominated for Palme d'Or at Cannes, +2 wins, +2 nom.               |
| Faites comme si je n'étais pas là   | Olivier Jahan                    |                                   |                   |                                                                    |
| Félix et Lola                       | Patrice Leconte                  |                                   |                   |                                                                    |
| Franck Spadone                      | Richard Bean                     |                                   |                   |                                                                    |
| Gamer de Patrick Lévy               |                                  |                                   |                   |                                                                    |
| Grégoire Moulin contre l'humanité   | Artus de Penguern                |                                   |                   |                                                                    |
| Harrison's Flowers                  | Élie Chouraqui                   |                                   |                   |                                                                    |
| How I Killed My Father              | Anne Fontaine                    | Charles Berling Michel Bouquet    |                   |                                                                    |
| Imago                               | Marie Vermillard                 |                                   |                   |                                                                    |
| I'm Going Home                      | Manoel de Oliveira               | Michel Piccoli, Catherine Deneuve | Drama             |                                                                    |
| Intimacy                            |                                  |                                   |                   |                                                                    |
| J'ai Faim                           | Florence Quentin                 |                                   |                   |                                                                    |
| J’ai Tué Clémence Acéra             | Jean-Luc Gaget                   |                                   |                   |                                                                    |
| Jeu de Cons                         | Jean-Michel Verner               |                                   |                   |                                                                    |
| L’art (Délicat) De La Séduction     | Richard Berry                    |                                   |                   |                                                                    |
| L'Homme des foules                  | John Lvoff                       |                                   |                   |                                                                    |
| LA BOÎTE                            |                                  |                                   |                   |                                                                    |
| La Chambre Des Magiciennes          | Claude Zidi                      |                                   |                   |                                                                    |
| La faute à Voltaire                 | Abdellatif Kechiche              |                                   |                   |                                                                    |
| La Fille De Son Père                | Jacques Deschamps                |                                   |                   |                                                                    |
| La Pianiste                         | Michael Haneke                   |                                   |                   |                                                                    |
| La tour Montparnasse infernale      | Charles Némès                    |                                   |                   |                                                                    |
| La Vérité si je mens ! 2            | Thomas Gilou                     |                                   |                   |                                                                    |
| La ville est tranquille             | Robert Guédiguian                |                                   |                   |                                                                    |
| Le Fabuleux Destin d'Amélie Poulain | Jean-Pierre Jeunet               | Audrey Tautou, Mathieu Kassovitz  | Comedy drama      | Known as 'Amélie' Nominated for 5 Oscars, 48 wins, 37 nominations. |
| Le Roman de Lulu                    | Pierre-Olivier Scotto            |                                   |                   |                                                                    |
| Le Royaume des rapiats              | Michel Vignaud                   |                                   |                   |                                                                    |
| Le Souffle                          | Damien Odoul                     |                                   |                   |                                                                    |
| Le vélo de ghislain lambert         | Philippe Harel                   |                                   |                   |                                                                    |
| Les Aliénés                         | Yvan Gauthier                    |                                   |                   |                                                                    |
| Les âmes fortes                     | Raúl Ruiz                        |                                   |                   | Screened at the 2001 Cannes Film Festival                          |
| Une hirondelle a fait le printemps  | Christian Carion                 | Michel Serrault                   | Comedy drama      | 3 wins & 1 nomination                                              |
| Le Peuple Migrateur                 | Jacques Perrin a.o.              |                                   | Documentary       | Nominated for Oscar, +3 wins, +9 nom.                              |
| Le Pornographe                      | Bertrand Bonello                 |                                   |                   | 1 win & 1 nomination                                               |
| Les Jolies choses                   | Gilles Paquet-Brenner            |                                   |                   |                                                                    |
| Les Morsures De L'aube              | Antoine De Caunes                |                                   |                   |                                                                    |
| Les Visiteurs En Amérique           | Jean-Marie Poiré                 |                                   |                   |                                                                    |
| Liberté-Oléron                      | Bruno Podalydès                  |                                   |                   |                                                                    |
| Ligne 208                           | Bernard Dumont                   |                                   |                   |                                                                    |
| Mademoiselle                        | Philippe Lioret                  |                                   |                   |                                                                    |
| Mercredi, Folle Journée             | Pascal Thomas                    |                                   |                   |                                                                    |
| Mon Père                            | José Giovanni                    |                                   |                   |                                                                    |
| Mortel Transfert                    | Jean-Jacques Beineix             |                                   |                   |                                                                    |
| My Wife is an Actress               | Yvan Attal                       | Yvan Attal, Charlotte Gainsbourg  | Comedy drama      | 1 win & 2 nominations                                              |
| Mystery Troll                       | Eric Atlan                       |                                   |                   |                                                                    |
| The Officers' Ward                  | François Dupeyron                | Eric Caravaca                     | War drama         | 2 wins & 7 nominations, entered at Cannes                          |
| On appelle ça... le printemps       | Herve Le Roux                    |                                   |                   |                                                                    |
| Origine contrôlée                   | Zakia Bouchaala, Ahmed Bouchaala |                                   |                   |                                                                    |
| Oui, mais...                        | Yves Lavandier                   | Gérard Jugnot, Émilie Dequenne    | Comedy drama      | 4 wins                                                             |
| Quand on sera grand                 | Renaud Cohen                     |                                   |                   |                                                                    |
| Que faisaient les femmes ...        | Chris Vander Stappen             |                                   |                   |                                                                    |
| Replay                              | Catherine Corsini                |                                   |                   | Entered into the 2001 Cannes Film Festival                         |
| Roberto Succo                       | Cédric Kahn                      |                                   |                   | Entered into the 2001 Cannes Film Festival                         |
| Selon Matthieu                      | Xavier Beauvois                  |                                   |                   |                                                                    |
| Sobibor, Oct. 14, 1943, 4 p.m.      | Claude Lanzmann                  |                                   | Documentary       | Screened at the 2001 Cannes Film Festival                          |
| Stalingrad                          | Jean-Jacques Annaud              |                                   |                   |                                                                    |
| Sur mes lèvres                      | Jacques Audiard                  | Vincent Cassel, Emmanuelle Devos  | Crime drama       | 7 wins & 11 nominations                                            |
| Tanguy                              | Étienne Chatiliez                | Sabine Azéma, André Dussollier    | Comedy drama      | 2 nominations                                                      |
| Time Out                            | Laurent Cantet                   | Aurélien Recoing, Karin Viard     | Drama             |                                                                    |
| Too Much Flesh                      | Jean-Marc Barr et Pascal Arnold  |                                   |                   |                                                                    |
| Toutes les nuits                    | Eugène Green                     |                                   |                   |                                                                    |
| Trois huit                          | Philippe Le Guay                 |                                   |                   |                                                                    |
| Trouble Every Day                   | Claire Denis                     | Vincent Gallo, Tricia Vessey      | Horror / Thriller | 2 nominations                                                      |
| Un Aller Simple                     | Laurent Heynemann                |                                   |                   |                                                                    |
| Un crime au paradis                 | Laurent Heynemann                |                                   |                   |                                                                    |
| Va savoir                           | Jacques Rivette                  |                                   |                   | Entered into the 2001 Cannes Film Festival                         |
| Vidocq                              | Pitof                            | Gérard Depardieu                  | Crime / Fantasy   | 7 wins & 2 nominations                                             |
| Voyance et Manigance                | Éric Fourniols                   |                                   |                   |                                                                    |
| Yamakasi                            | Ariel Zeitoun                    |                                   | Action / Drama    |                                                                    |